# Noi che poi saremo
Noi che poi saremo è un album dal vivo del gruppo musicale italiano Nomadi, pubblicato nel 2007 in allegato al libro fotografico L'inizio del viaggio.
Si tratta della registrazione di un concerto del 1965, tenutosi a Levico Terme, rimasta, per anni, in possesso del bassista dell'epoca, Gianni Coron. Le varie tracce sono commentate da Carlo Savigni, fotografo della band negli anni '60, qui in veste di dj.
I pezzi suonati sono quasi tutte cover, alcuni rock'n roll e altri lenti, adatti ad essere ballati nelle balere dove i Nomadi suonavano negli anni sessanta; sono presenti anche una canzone sconosciuta e due brani scritti dal gruppo, di cui uno, Giorni tristi, fu inciso qualche mese dopo come retro del loro primo 45 giri, Donna la prima donna/Giorni tristi.

## Tracce
1. Dj speech
2. Money (that's all I want)
3. I'm crying
4. Vivrò
5. Pavane per la contessa Alessandra
6. Nomadi stomp
7. Audience
8. (Unknow)
9. Dj speech
10. Giorni tristi

## Formazione
- Augusto Daolio - voce
- Beppe Carletti - tastiere, cori
- Franco Midili - chitarre, cori
- Gianni Coron - basso elettrico, cori
- Bila Copellini - batteria